# Guntis Osis
Guntis Osis (* 30. Oktober 1962 in Talsi, Lettische SSR) ist ein ehemaliger sowjetischer Bobfahrer und Leichtathlet.

## Karriere
Guntis Osis begann seine sportliche Karriere als Leichtathlet, wo er als Weit- und Dreispringer aktiv war. 1985 wechselte er zum Bobsport. Zwei Jahre später belegte er bei den sowjetischen Meisterschaften den dritten Platz im Viererbob und wurde lettischer Meister im Zweierbob. Bei den Olympischen Spielen 1988 in Calgary gewann er als Anschieber von Jānis Ķipurs im Viererbob-Wettbewerb die Bronzemedaille. Ein Jahr später wurde Osis wegen Dopings für zwei Jahre gesperrt und beendete daraufhin seine Karriere.